# Economía de Panamá
La economía de Panamá es una de las más estables de América. Entre las principales actividades se encuentran los servicios financieros, turísticos y logísticos, los cuales representan el 75 % del PIB. El desarrollo del sector servicios, ha convertido a Panamá en el principal exportador de servicios de Centroamérica, siendo los principales, los servicios financieros, servicios de logística y trasporte, y los servicios de telecomunicaciones.
La economía panameña es la décima economía de América Latina en términos de PIB nominal, (por encima de Costa Rica y antes que Ecuador) y la décima primera en cuanto al PIB a precios de paridad de poder adquisitivo (PPA) (después de Guatemala y antes que Costa Rica). Panamá posee una renta per cápita de USD 11 849 nominales y USD 20 512 PPA.
Desde 2003 hasta 2009 el PIB se duplicó, propiciado por una alta inversión externa e interna, el turismo y la industria logística. Según el Banco Mundial, el FMI y la ONU el país tiene el ingreso por cápita más alto de América Central, el cual es de unos 13 090 dólares. El PIB ha crecido de forma sostenida durante más de veinte años seguidos (1989). El país está clasificado en la categoría de «grado de inversión» por parte de las empresas calificadoras de riesgo: Standard and poors, Moody's y Fitch Ratings.
En 2016, Panamá es el décimo país con mayor desigualdad del mundo y el segundo a nivel de América Latina.

## Sector agrícola
Cerca del 9 % del suelo de Panamá está cultivado. La mayor parte de su producción agrícola se obtiene en explotaciones de carácter comercial y está destinada a la exportación. Los principales cultivos y grupos de cultivos —producción de 2006 en toneladas— son: caña de azúcar (1,77 millones); fruta (659 283), principalmente banano o guineo, plátano y naranja; arroz (280 000); maíz (70 000); café (13 153) y tomate. En 2006 la ganadería contaba con 1,56 millones de cabezas de ganado vacuno, 286 200 de ganado porcino y aproximadamente 14,9 millones de aves de corral. En los productos forestales de Panamá está presente una amplia variedad de maderas, entre las que destaca la caoba. El país cuenta con reservas forestales considerables, casi un 57 % de su suelo, a veces difíciles de explotar debido a la mala infraestructura del transporte. En 2006 la producción anual de madera era de 1,35 millones de m³.
En 2018, Panamá produjo 2.9 millones de toneladas de caña de azúcar, 400 mil toneladas de plátano, 314 mil toneladas de arroz, 112 mil toneladas de maíz, 109 mil toneladas de piña, 46 mil toneladas de aceite de palma, 40 mil toneladas de naranja, además de producciones menores de otros productos agrícolas como sandía, mandioca, coco, cebolla, patata, tomate, ñame etc.
La pesca ha experimentado en las últimas décadas un fuerte desarrollo y hoy es una de las industrias más importantes del país; en 2005 se capturaron un total de 222 756 toneladas, principalmente camarón, pescado azul y langostino.

## Sector terciario
Panamá depende sobre todo de su conglomerado de servicios de transporte y logística orientados hacia el comercio mundial, cuyo epicentro es el Canal de Panamá. Alrededor del Canal de Panamá se aglutinan puertos de trasbordo de contenedores, zonas francas de comercio, ferrocarril y el más grande centro de conexión aérea de pasajeros de Latinoamérica. También cuenta con el centro financiero más grande de Latinoamérica. Los servicios que ofrece están muy bien conectados con el mercado mundial e interconectados entre sí. Estos servicios suponen alrededor de tres cuartas partes de su PIB. En los últimos años la construcción de rascacielos en la Ciudad de Panamá ha crecido vertiginosamente como resultado del baby boomer estadounidense. El turismo en Panamá también ha estado en auge como resultado de la aparición y expansión del hub aéreo de la región, que ha sido capaz de mover pasajeros desde cualquier origen de Latinoamérica hacia Panamá y desde Panamá hacia cualquier destino de la región. El Canal de Panamá, la zona franca de comercio, los puertos de trasbordo de contenedores y el centro financiero han abaratado los costos de importación de mercancías desde cualquier parte del mundo, lo que al combinarse con la capacidad del hub aéreo para mover pasajeros desde cualquier lugar de Latinoamérica, han dado origen a un crecimiento extraordinario de turistas, cuyos motivos principales de viajes son las compras, lo cual ha impulsado el crecimiento de enormes centros comerciales donde se venden mercancías al por menor.
 Panamá goza de una ventaja comparativa como proveedor de servicios internacionales, en particular de transporte a través del Canal. La orientación de la economía de Panamá hacia los servicios convierte al país en centro internacional de actividades tales como el transporte marítimo, los servicios de distribución y la banca.
El proceso de liberación del Comercio Exterior en Panamá, desde su entrada a la OMC en 1997, le permite ofrecer las siguientes ventajas:
- Régimen liberal de comercio de bienes y servicios
- Profunda integración en la economía mundial
- Concede trato NMF a sus interlocutores comerciales
- Régimen arancelario simplificado (Ad Valorem)
- Un foro para resolver disputas por medios alternos (ADR)

### Ampliación del Canal de Panamá
En 2006, durante la presidencia de Martín Torrijos, se aprobó en un referéndum el proyecto de ampliación del canal, a fin de construir otros juegos de esclusas en los océanos Pacífico y Atlántico. La obra incluyó la remoción de cerca de 150 000 km³ de material, la elevación del lago Gatún, el dragado de canales navegables y entradas en los océanos Pacífico y Atlántico. El costo total de la obra ascendería a más de 5000 millones de balboas. La ampliación permitirá el paso de buques post-panamax (la capacidad límite del canal actual) que tendrán capacidad hasta 12 000 TEU's.
Una mayor capacidad para el canal, implica menos tiempo de espera para barcos al atravesar la ruta. Cabe mencionar que el tránsito por el canal es contingente a la demanda global y no al tamaño de las esclusas. Sin embargo, el tiempo de espera en el canal sin ampliar, y aún en el actual, es un impedimento al flujo continuo, dado el incremento en el volumen de comercio experimentado en el globo. Este proyecto también estuvo impulsando una expansión portuaria de la región (a fin de recibir buques más grandes) y oportunidades en el sector logístico. El conglomerado de servicios de logística y transporte se expandió más aún e incrementó enormemente sus ventajas competitivas en la región por las economías de escala que esto implica. La ampliación del Canal estuvo terminada en el 2016 y se hubo gastado en total más de 5250 millones de dólares. Otros 2 mil millones de dólares, fueron invertidos en expansión portuaria antes de finalizada la ampliación del Canal.

## Inversión
La inversión en Panamá se ha convertido en los últimos años en los principales impulsores del crecimiento de su PIB, desde 2004 la IED superó los 1000 millones de dólares, un récord para el país; a partir de allí ha venido liderando la región centroamericana en cuanto a cantidad de inversión y ocupa el segundo puesto en inversión extranjera per cápita en América Latina, luego de Chile. Para 2009 la IED sufrió una contracción del 26 %, que contrastó fuertemente con los visto en años anteriores como durante 2006 cuando creció 149 %.
| Año  | Monto[cita requerida] |
| ---- | --------------------- |
| 2000 | 603.900.000           |
| 2001 | 467.000.000           |
| 2002 | 098.600.000           |
| 2003 | 770.000.000           |
| 2004 | 1.012.000.000         |
| 2005 | 1.027.000.000         |
| 2006 | 2.560.000.000         |
| 2007 | 2.825.100.000         |
| 2008 | 2.402.000.000         |
| 2009 | 1.772.000.000         |
| 2010 | N/D                   |

## Exportaciones
Según La Cepal, Panamá exportó en 2009 17.209 millones de dólares, lo que pone al país en la décima posición en exportaciones en América Latina.
Los principales productos exportados son: Alimentos Variados (Banano, café, etc.), además de residuos sólidos.

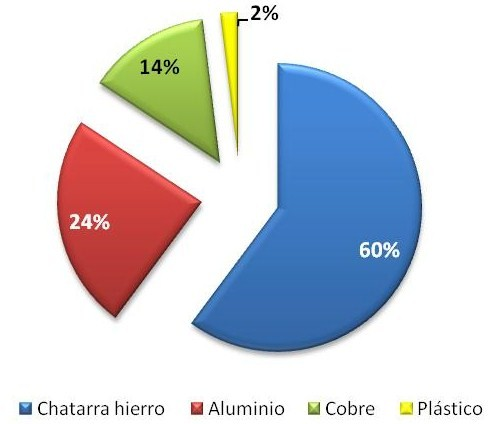
Porcentajes de Exportaciones De Residuos Sólidos.

Las exportaciones de Panamá cayeron 9,6 % en septiembre de 2009, según el informe preliminar que la Dirección de Estadística y Censo de la Contraloría divulgó el 13 de noviembre.
El Certificado de Fomento a la Agroexportación (Cefa) será el nuevo incentivo que reemplazará al Certificado de Abono Tributario (CAT).
El viceministro de Desarrollo Agropecuario, Luis Víctor Viallarreal, señaló que el proyecto que crea el Cefa será presentado en las próximas semanas a la Asamblea.

### Banano
Panamá enfrenta la posibilidad de una contracción cercana al 20 % en las exportaciones de banano, como consecuencia de la falta de financiamiento, plagas y condiciones climatológicas adversas. Entre las condiciones climatológicas adversas se encuentra las constantes inundaciones de la Ciudad de Panamá debido al mal alcantarillado. Según cifras del sector difundidas por medios locales, de enero a noviembre del 2008 las ventas externas del fruto llegaron a 17 689 000 cajas. Esa cantidad equivale a una disminución de 2,7 millones de cajas en comparación con igual etapa del 2008.

## Evolución histórica del Producto interno bruto (nominal)

### Década de 1960
A comienzos de la Años 60, Panamá poseía un producto interno bruto (nominal) de USD 416 millones. Para el año 1969, el PIB del país llegó a los USD 954 millones. La economía panameña tuvo un crecimiento del 129,3% durante esta década con respecto al PIB del año 1960. 
| Gráfica del crecimiento del producto interno bruto de Panamá 1960-1969 |
| ---------------------------------------------------------------------- |
|                                                                        |
| Fuente: Fondo Monetario Internacional                                  |

### Década de 1970
A comienzos de la Años 70, Panamá poseía un producto Interno Bruto (nominal) de USD 1.016 millones. Para el año 1979, el PIB del país llegó a los USD 2.819 millones. La economía panameña tuvo un crecimiento del 177,4% durante esta década con respecto al PIB del año 1970. 
| Gráfica del crecimiento del producto interno bruto de Panamá 1970-1979 |
| ---------------------------------------------------------------------- |
|                                                                        |
| Fuente: Fondo Monetario Internacional                                  |

### Década de 1980
A comienzos de la Años 80, Panamá poseía un producto interno bruto (nominal) de USD 4.039 millones. Para el año 1989, el PIB del país llegó a los USD 5.181 millones. La economía panameña tuvo un crecimiento del 28,2% durante esta década con respecto al PIB del año 1980. 
| Gráfica del crecimiento del producto interno bruto de Panamá 1980-1989 |
| ---------------------------------------------------------------------- |
|                                                                        |
| Fuente: Fondo Monetario Internacional                                  |

### Década de 1990
A comienzos de la Años 90, Panamá poseía un producto interno bruto (nominal) de USD 5.632 millones. Para el año 1999, el PIB del país llegó a los USD 12.130 millones. La economía panameña tuvo un crecimiento del 115,3% durante esta década con respecto al PIB del año 1990. 
| Gráfica del crecimiento del producto interno bruto de Panamá 1990-1999 |
| ---------------------------------------------------------------------- |
|                                                                        |
| Fuente: Fondo Monetario Internacional                                  |

### Década de 2000
A comienzos de la Años 2000, Panamá poseía un producto interno bruto (nominal) de USD 12.304 millones. Para el año 2009, el PIB del país llegó a los USD 26.594 millones. La economía panameña tuvo un crecimiento del 116,1% durante esta década con respecto al PIB del año 2000. 
| Gráfica del crecimiento del producto interno bruto de Panamá 2000-2009 |
| ---------------------------------------------------------------------- |
|                                                                        |
| Fuente: Fondo Monetario Internacional                                  |

### Década de 2010
A comienzos de la Años 10, Panamá poseía un producto interno bruto (nominal) de USD 28.917 millones. Para el año 2015, el PIB del país llegó a los USD 52.132 millones. Hasta la actualidad (2015) la economía panameña tuvo un crecimiento del 80,2% durante esta década con respecto al PIB del año 2010. 
| Gráfica del crecimiento del producto interno bruto de Panamá 2010-2019 |
| ---------------------------------------------------------------------- |
|                                                                        |
| Fuente: Fondo Monetario Internacional                                  |

## Economía panameña a nivel continental
| Países de América Latina según el tamaño de su Economía PIB (producto interno bruto) para 2020                                                       | Países de América Latina según el tamaño de su Economía PIB (producto interno bruto) para 2020 | Países de América Latina según el tamaño de su Economía PIB (producto interno bruto) para 2020 | Países de América Latina según el tamaño de su Economía PIB (producto interno bruto) para 2020 | Países de América Latina según el tamaño de su Economía PIB (producto interno bruto) para 2020 | Países de América Latina según el tamaño de su Economía PIB (producto interno bruto) para 2020 |
| N.º | País                                                                                           | PIB nominal (millones de dólares)                                                              | Habitantes                                                                                     | PIB per cápita Nominal                                                                         | Artículo Principal                                                                             |
| --- | ---------------------------------------------------------------------------------------------- | ---------------------------------------------------------------------------------------------- | ---------------------------------------------------------------------------------------------- | ---------------------------------------------------------------------------------------------- | ---------------------------------------------------------------------------------------------- |
| 1° | Brasil                                                                                         | USD 1 893 010 millones                                                                         | 211 millones                                                                                   | USD 8 955 dólares                                                                              | Economía Brasileña                                                                             |
| 2° | México                                                                                         | USD 1 322 489 millones                                                                         | 127 millones                                                                                   | USD 10 405 dólares                                                                             | Economía Mexicana                                                                              |
| 3° | Argentina                                                                                      | USD 443 249 millones                                                                           | 45 millones                                                                                    | USD 9 730 dólares                                                                              | Economía Argentina                                                                             |
| 4° | Colombia                                                                                       | USD 343 177 millones                                                                           | 50 millones                                                                                    | USD 6 744 dólares                                                                              | Economía Colombiana                                                                            |
| 5° | Chile                                                                                          | USD 308 505 millones                                                                           | 19 millones                                                                                    | USD 15 854 dólares                                                                             | Economía Chilena                                                                               |
| 6° | Perú                                                                                           | USD 240 175 millones                                                                           | 32 millones                                                                                    | USD 7 316 dólares                                                                              | Economía Peruana                                                                               |
| 7° | Ecuador                                                                                        | USD 109 444 millones                                                                           | 17 millones                                                                                    | USD 6 250 dólares                                                                              | Economía Ecuatoriana                                                                           |
| 8° | República Dominicana                                                                           | USD 96 291 millones                                                                            | 10 millones                                                                                    | USD 9 194 dólares                                                                              | Economía Dominicana                                                                            |
| 9° | Guatemala                                                                                      | USD 86 397 millones                                                                            | 17 millones                                                                                    | USD 4 807 dólares                                                                              | Economía Guatemalteca                                                                          |
| 10° | Panamá                                                                                         | USD 73 369 millones                                                                            | 4 millones                                                                                     | USD 17 148 dólares                                                                             | Economía Panameña                                                                              |
| 11° | Costa Rica                                                                                     | USD 65 179 millones                                                                            | 5 millones                                                                                     | USD 12 690 dólares                                                                             | Economía Costarricense                                                                         |
| 12° | Uruguay                                                                                        | USD 62 921 millones                                                                            | 3 millones                                                                                     | USD 17 818 dólares                                                                             | Economía Uruguaya                                                                              |
| 13° | Venezuela                                                                                      | USD 62 917 millones                                                                            | 27 millones                                                                                    | USD 2 457 dólares                                                                              | Economía Venezolana                                                                            |
| 14° | Bolivia                                                                                        | USD 45 253 millones                                                                            | 11 millones                                                                                    | USD 4 090 dólares                                                                              | Economía Boliviana                                                                             |
| 15° | Paraguay                                                                                       | USD 42 826 millones                                                                            | 7 millones                                                                                     | USD 5 904 dólares                                                                              | Economía Paraguaya                                                                             |
| 16° | El Salvador                                                                                    | USD 27 918 millones                                                                            | 6 millones                                                                                     | USD 4 126 dólares                                                                              | Economía Salvadoreña                                                                           |
| 17° | Honduras                                                                                       | USD 25 314 millones                                                                            | 9 millones                                                                                     | USD 2 593 dólares                                                                              | Economía Hondureña                                                                             |
| 18° | Trinidad y Tobago                                                                              | USD 23 251 millones                                                                            | 1 millón                                                                                       | USD 16 757 dólares                                                                             | Economía Trinitense                                                                            |
| 19° | Jamaica                                                                                        | USD 16 474 millones                                                                            | 2 millones                                                                                     | USD 5 698 dólares                                                                              | Economía Jamaiquina                                                                            |
| 20° | Bahamas                                                                                        | USD 12 815 millones                                                                            | 380 mil                                                                                        | USD 33 286 dólares                                                                             | Economía Bahameña                                                                              |
| 21° | Nicaragua                                                                                      | USD 12 331 millones                                                                            | 6 millones                                                                                     | USD 1 869 dólares                                                                              | Economía Nicaragüense                                                                          |
| 22° | Haití                                                                                          | USD 8 709 millones                                                                             | 11 millones                                                                                    | USD 765 dólares                                                                                | Economía Haitiana                                                                              |
| 23° | Guyana                                                                                         | USD 8 065 millones                                                                             | 780 mil                                                                                        | USD 10 249 dólares                                                                             | Economía Guyanesa                                                                              |
| 24° | Barbados                                                                                       | USD 5 322 millones                                                                             | 280 mil                                                                                        | USD 18 486 dólares                                                                             | Economía Barbadense                                                                            |
| 25° | Surinam                                                                                        | USD 4 162 millones                                                                             | 600 mil                                                                                        | USD 6 875 dólares                                                                              | Economía Surinamesa                                                                            |
| 26° | Santa Lucía                                                                                    | USD 2 103 millones                                                                             | 180 mil                                                                                        | USD 11 619 dólares                                                                             | Economía Santalucense                                                                          |
| 27° | Belice                                                                                         | USD 2 076 millones                                                                             | 410 mil                                                                                        | USD 4 978 dólares                                                                              | Economía Beliceña                                                                              |
| 28° | Antigua y Barbuda                                                                              | USD 1 779 millones                                                                             | 90 mil                                                                                         | USD 18 887 dólares                                                                             | Economía Antiguana                                                                             |
| 29° | Granada                                                                                        | USD 1 295 millones                                                                             | 100 mil                                                                                        | USD 11 848 dólares                                                                             | Economía Granadina                                                                             |
| 30° | San Cristóbal y Nieves                                                                         | USD 1 087 millones                                                                             | 50 mil                                                                                         | USD 19 023 dólares                                                                             | Economía Sancristobaleña                                                                       |
| 31° | San Vicente y las Granadinas                                                                   | USD 893 millones                                                                               | 110 mil                                                                                        | USD 8 080 dólares                                                                              | Economía Sanvicentina                                                                          |
| 32° | Dominica                                                                                       | USD 633 millones                                                                               | 70 mil                                                                                         | USD 8 948 dólares                                                                              | Economía Dominiquesa                                                                           |
| Nota: La Economía de Brasil alcanza el 1 Billón, 800 mil millones de dólares La Economía de México alcanza el 1 Billón, 300 mil millones de dólares. |                                                                                                |                                                                                                |                                                                                                |                                                                                                |                                                                                                |

## Salario mínimo
| Año  | Salario (USD PPA) |
| ---- | ----------------- |
| 1990 | 107.3             |
| 1993 | 195.5             |
| 1994 | 195.5             |
| 1995 | 195.5             |
| 1996 | 208               |
| 1997 | 208               |
| 1998 | 214.9             |
| 1999 | 224.9             |
| 2000 | 253.8             |
| 2001 | 253.8             |
| 2002 | 253.80            |
| 2005 | 263 USD           |
| 2006 | 284.96            |
| 2007 | 325               |
| 2008 | 325               |
| 2009 | 416 (máx.)        |
| 2010 | 450 (máx.)        |
| 2014 | 624 (máx.)        |
| 2015 | 624 (max.)        |
| 2016 | 624 (max.)        |
| 2017 | 677 (max.)        |
| 2018 | 721 (max.)        |

## Crecimiento económico

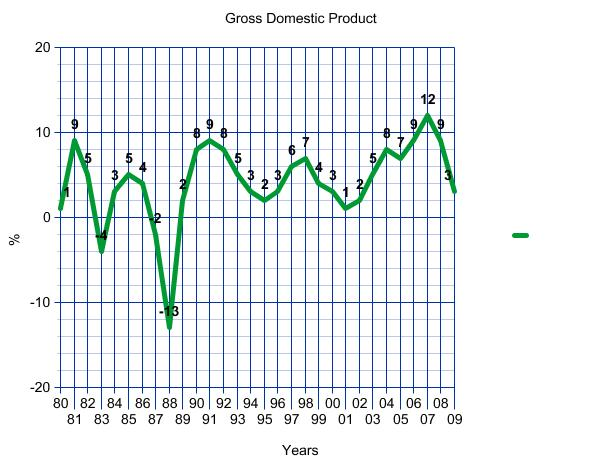
Crecimiento del PIB

La evolución de la economía de Panamá en la década actual mostró un dinamismo mucho más marcado que el experimentado en la década de los noventa. El crecimiento económico fue de 7.5 %, 8.2 %, 8.5 %, 12.1 % y 10.7 % durante los años 2004, 2005, 2006, 2007 y 2008 respectivamente. Convergiendo en PIB pc en el periodo 2000-2006, con la media del PIB pc de 8 países de América Latina: Argentina, Brasil, Chile, Colombia, México, Perú, Uruguay y Venezuela, de un 88 % a un 97 %, con EE. UU. desde un 20 % a un 22 % y bajando ligeramente respecto a España de un 36,2 % al 35,9 %. (Fuentes de los datos de la convergencia: MADDISON, A. (2008), The World Economy year 0-2006, París: OECD Development Centre Studies). Los sectores de mayor crecimiento fueron aquellos que tradicionalmente han sido los motores del crecimiento económico, debido al aprovechamiento de las ventajas derivadas de la posición geográfica de Panamá: transporte, puertos y comercio en zonas francas. A raíz de la reversión del Canal de Panamá y sus áreas aledañas, la dinámica y estructura de estos sectores cambió radicalmente para dar lugar a la consolidación de un clúster de actividades de logística de transporte alrededor del Canal (puertos de trasbordo de contenedores, ferrocarril, zonas francas, centros logísticos de distribución regional, servicios financieros, etc.), fortalecido éste por su eventual expansión. La tasa de desempleo ha descendido considerablemente a 6.4 % y 5.2 % en los años 2007 y 2008 respectivamente, después haber alcanzado más de 13 % a principios de la presente década. Como resultado del crecimiento económico extraordinario, la deuda pública como porcentaje del PIB pudo reducirse de forma importante. También contribuyó el hecho de que se pasara de una situación de déficit fiscales recurrentes a superávit. No obstante, como resultado de los incrementos exorbitantes del precio del petróleo en la segunda mitad de la actual década, la inflación se disparó 8.7 % en el 2008, un nivel no visto desde la década de los setenta durante las crisis del petróleo. En el 2009 la inflación ha bajado sustancialmente, sin embargo, esta continúa siendo una amenaza latente dado el probable repunte de los precios internacionales del petróleo en el futuro.

## Panamá en el contexto internacional
La economía de Panamá se ha basado en la industria logística, desarrollada en torno a la principal vía de comunicación marítima que existe en América, el Canal de Panamá. Además de este, los sectores relevantes para la economía panameña son el turismo, la agricultura y más recientemente las telecomunicaciones. La estabilidad política de Panamá ha acompañado durante los últimos años un claro crecimiento de su producto interior bruto, y es destacable que la crisis económica mundial del 2008 no afectó a la evolución de este valor. Para reforzar el anterior argumento podemos observar la tasa de crecimiento económico que, aunque en el 2009 descendió a 3.9, en 2011 logró establecerse de nuevo en el 10.6 % y en el intervalo 2000-2011 ha conseguido crecer un 289.7 %. A continuación se muestran los valores macroeconómicos más relevantes.
| Indicador                               | Valor                                           | Posición en el mundo                                          | Incremento                                                                               |
| --------------------------------------- | ----------------------------------------------- | ------------------------------------------------------------- | ---------------------------------------------------------------------------------------- |
| Producto interior bruto (nominal)       | 30 676 799 500 $ Fuente: Banco Mundial (2011)   | Países más ricos del mundo por PIB Puesto 84.º                | 11.620.500.480 $ en 2000 (incr: 164 %) Fuente: Ficha de Panamá en Banco Mundial          |
| Superficie                              | 75 420 km² Fuente: Banco Mundial (2010)         | Países más extensos del mundo Puesto 115.º                    | 78.200 km² en 2008 (incr: -3,6 %) Fuente: Ficha de Panamá en Banco Mundial               |
| Población                               | 3 571 185 personas Fuente: Banco Mundial (2011) | Países más poblados del mundo Puesto 128.º                    | 2.949.948 personas en 2000 (incr: 21,1 %) Fuente: Ficha de Panamá en Banco Mundial       |
| Emisiones de CO2                        | 2,3 toneladas Fuente: Banco Mundial (2009)      | Países con mayores emisiones de CO2 Puesto 101.º              | 1949 toneladas en 2000 (incr: 18 %) Fuente: Ficha de Panamá en Banco Mundial             |
| Renta per cápita                        | 7498 $ Fuente: Banco Mundial (2011)             | Países con mayor Renta Per Cápita Puesto 43.º                 | 3.740 $ en 2000 (incr: 100,5 %) Fuente: Ficha de Panamá en Banco Mundial                 |
| Tasa de natalidad                       | 2,4 personas Fuente: Banco Mundial (2012)       | Países con mayor natalidad (niños por mujer) Puesto 81.º      | 2,736 personas en 2000 (incr: -12,3 %) Fuente: Ficha de Panamá en Banco Mundial          |
| Crecimiento económico                   | 10,6 % Fuente: Banco Mundial (2011)             | Economías de mayor crecimiento Puesto 4.º                     | 2,72 % en 2000 (incr: 289,7 %) Fuente: Ficha de Panamá en Banco Mundial                  |
| % usuarios Internet                     | 42,7 % Fuente: Banco Mundial (2011)             | Países con mayor tasa de usuarios de Internet Puesto 79.º     | 3,64 % en 2000 (incr: 1073,1 %) Fuente: Ficha de Panamá en Banco Mundial                 |
| Promedio de días para crear una empresa | 8 días Fuente: Banco Mundial (2011)             | Países más rápidos para montar una empresa Puesto 145.º       | 19 días en 2003 (incr: -57,9 %) Fuente: Ficha de Panamá en Banco Mundial                 |
| Consumo de energía por habitante        | 853 kilogramos Fuente: Banco Mundial (2008)     | Países con mayor consumo de energía por habitante Puesto 88.º | 874,93 kilogramos en 2000 (incr: -2,5 %) Fuente: Ficha de Panamá en Banco Mundial        |
| Terreno dedicado a agricultura          | 30 % Fuente: Banco Mundial (2009)               | Países con más terreno dedicado a la agricultura Puesto 126.º | 29,4 % en 2000 (incr: 2 %) Fuente: Ficha de Panamá en Banco Mundial                      |
| Potencia eléctrica consumida            | 1832 kWh Fuente: Banco Mundial (2010)           | Países con más potencia eléctrica consumida Puesto 49.º       | 1.301,04 kilovatios-hora en 2000 (incr: 40,8 %) Fuente: Ficha de Panamá en Banco Mundial |
| Superficie forestal                     | 32 510 km² Fuente: Banco Mundial (2010)         | Países con mayor superficie forestal Puesto 85.º              | 43 070 km² en 2000 (incr: -24,5 %) Fuente: Ficha de Panamá en Banco Mundial              |
| Carreteras pavimentadas                 | 42 % Fuente: Banco Mundial (2009)               | Países con más carreteras pavimentadas Puesto 39.º            | 34,6 % en 2000 (incr: 21,4%) Fuente: Ficha de Panamá en Banco Mundial                    |
| Índice de Competitividad Global         | 4,492 Fuente: Foro Económico Mundial (2013)     | Países más competitivos Puesto 40.º                           | 4,18 en 2007 (incr: 7,5 %) Fuente: Ficha de Panamá en Foro Económico Mundial             |